# مانديون سيلا
مانديون سيلا (بالإسبانية: Mandi)‏ (1 مارس 1989 بسان بارتولومي دي تيراخانا في إسبانيا - ) هو لاعب كرة قدم إسباني في مركز الوسط. لعب مع بونفيرادينا وريال سبورتينغ خيخون ونادي إلتشي ونادي فيسينداريو وفياريال سي ‏.

## وصلات خارجية
- مانديون سيلا على موقع قاعدة بيانات كرة القدم.إي يو (الإنجليزية)
- مانديون سيلا على موقع Soccerbase.com (لاعب) (الإنجليزية)
- مانديون سيلا على موقع Soccerway.com (الإنجليزية)
- مانديون سيلا على موقع عالم كرة القدم.نت (الإنجليزية)